# Премія Шеннона
Пре́мія Кло́да Ше́ннона (англ. Claude E. Shannon Award) — нагорода, що присуджується щорічно Товариством теорії інформації (IEEE) за виключний внесок у теорію інформації. Нагороду засновано у 1972 року й названо на честь американського математика й електротехніка Клода Шеннона, першим лауреатом якої він же і став. Лауреат нагороди повинен зробити доповідь на IEEE International Symposium on Information Theory. Ця нагорода вважається найпрестижнішою відзнакою в галузі теорії інформації, наукової дисципліни, що інтегрувалась у велику кількість сучасних наук.

## Лауреати нагороди
Список лауреатів:
- 1972: Клод Шеннон
- 1974: Девід Слепян[en]
- 1976: Роберт Фано
- 1977: Пітер Еліес
- 1978: Марк Пінскер
- 1979: Якоб Вольфовіц[en]
- 1981: Вільям Веслі Петерсон[en]
- 1982: Ірвінг Рід
- 1983: Роберт Галлагер
- 1985: Соломон Ґоломб
- 1986: Вільям Лукас Рут[en]
- 1988: Джеймс Мессі
- 1990: Томас Ковер
- 1991: Ендрю Вітербі[en]
- 1993: Елвін Берлекемп
- 1994:  Аарон Вейнер[en]
- 1995: Девід Форні[en]
- 1996: Імре Чісар
- 1997: Яков Зів
- 1998: Ніл Слоун
- 1999: Тадао Касамі[en]
- 2000: Томас Кайлат[en]
- 2001: Джек Кейл Вольф[en]
- 2002: Тобі Берґер
- 2003: Ллойд Велч[en]
- 2004: Роберт Макеліс[en]
- 2005: Річард Блейгут[en]
- 2006: Рудольф Алсведе[en]
- 2007: Серхіо Верду
- 2008: Роберт Грей[en]
- 2009: Йорма Рісаннен
- 2010: Те Сун Хан[en]
- 2011: Шломо Шамай
- 2012: Аббас Ель-Гамаль[en][6]
- 2013: Каталін Мартон[en]
- 2014: Янош Кернер[de]
- 2015: Роберт Кальдербанк
- 2016: Олександр Холєво[en]
- 2017: Девід Це[de]
- 2018: Gottfried Ungerboeck[en]
- 2019: Ердал Арікан
- 2020: Чарльз Беннетт
- 2021: Alon Orlitsky[en]
- 2022:  Реймонд В. Юнг[en][7]
- 2023: Рюдігер Урбанке[en][8]
- 2024: Ендрю Беррон (англ. Andrew Barron)[9]
- 2025: Пітер Шор